# Dieffenbachia
Dieffenbachia Schott é um género de origem neotropical, pertencente à família das Araceae, englobando cerca de 51 espécies de plantas herbáceas perenes, conhecido pelas suas folhas variegadas. Várias espécies deste género são populares como plantas de decoração interior, dada a beleza das suas folhas e a sua tolerância ao ensombramento, podendo sobreviver em lugares com muito baixa luminosidade e elevada secura do ar. A espécie mais utilizada é a Dieffenbachia picta Schott (sinónimo de Dieffenbachia seguine (Jacq.) Schott), mais conhecida por comigo-ninguém-pode (pt-br) ou difenbáquia (pt-pt). O nome do género homenageia Ernst Dieffenbach (1811 - 1855), um naturalista alemão, tradutor da obra de Charles Darwin, com o qual se correspondia.

## Características
Género composto por plantas herbáceas, perenes, com caules grossos, algo suculentos, e folhas alternas, geralmente lanceoladas a obovadas, com marcas brancas ou amareladas formando padrões simétricos em relação à sua linha mediana. O variegado das folhas pode variar, acentuando-se nas folhas mais velhas. Os pecíolos são longos, com uma bainha que cobre parte do caule.
As flores são nuas, agrupando-se em espádices construídas em torno de um eixo engrossada, em geral curto. As espatas são em geral brancas, muitas vezes esverdeadas, com porções que podem ser amareladas.
Muitas espécies deste género possuem como material ergástico nalgumas células do caule e das folhas longos feixes de cristais aciculares de oxalato de cálcio monohidratado designados por ráfides. Estas células são alongadas e funcionam como protecção contra o ataque por herbívoros.
Os ráfides de oxalato de cálcio presentes nas folhas de Dieffenbachia seguine, uma espécie típica do género, aparecem em duas formas: (1) pequenos ráfides com 10 a 20 μm de comprimento e cerca de 1 μm de diâmetro; e (2) ráfides com 130 a 150 μm de comprimento e cerca de 3 μm. Os ráfides têm pontas aceradas em ambos os extremos e estão contidos em células alongadas dispersa aleatoriamente pelos tecidos das folhas e da superfície do caule, das quais são expelidos pelos extremos quando a célula é comprimida.
Associados aos ráfides estão por vezes presentes compostos que potenciam a reacção alérgica, como a proteínase dumbcaina, os quais quando injectados nas microperfurações cutâneas feitas pelos ráfides, provocam dor intensa, comichão ou ardor, em geral acompanhados por edema.

### Toxicidade
As células do caule e folhas das plantas deste género contém cristais aciculares de oxalato de cálcio chamados ráfides. Se as partes da planta que contém ráfides forem ingeridas, os cristais perfuram as mucosas, causando ardor na boca e garganta.
Do ataque mecânico em geral resulta inflamação e o desencadear dos mecanismos de resposta imunitária, levando à formação de edema, que pode ser severo, o qual em humanos em geral leva à perda temporária da voz. Daí que estas plantas recebam no sul dos Estados Unidos da América, onde são comuns, o nome de dumb-cane (cana-do-mudo). O inchaço pode ser fatal se levar ao bloqueio dos canais respiratórios.
Esta capacidade da ingestão irritar as mucosas foi utilizada como forma de punir os escravos, em cuja boca eram colocadas folhas de Dieffenbachia. Estão descritos numerosos acidentes domésticos, envolvendo bebés e crianças muito jovens, resultantes da ingestão ou simples introdução na boca de folhas de plantas decorativas do género Dieffenbachia, por vezes tendo levado à morte por edema da glote. A mesma situação está descrita para gatos domésticos que adquiriram o hábito de roer plantas.

## Sistemática e distribuição

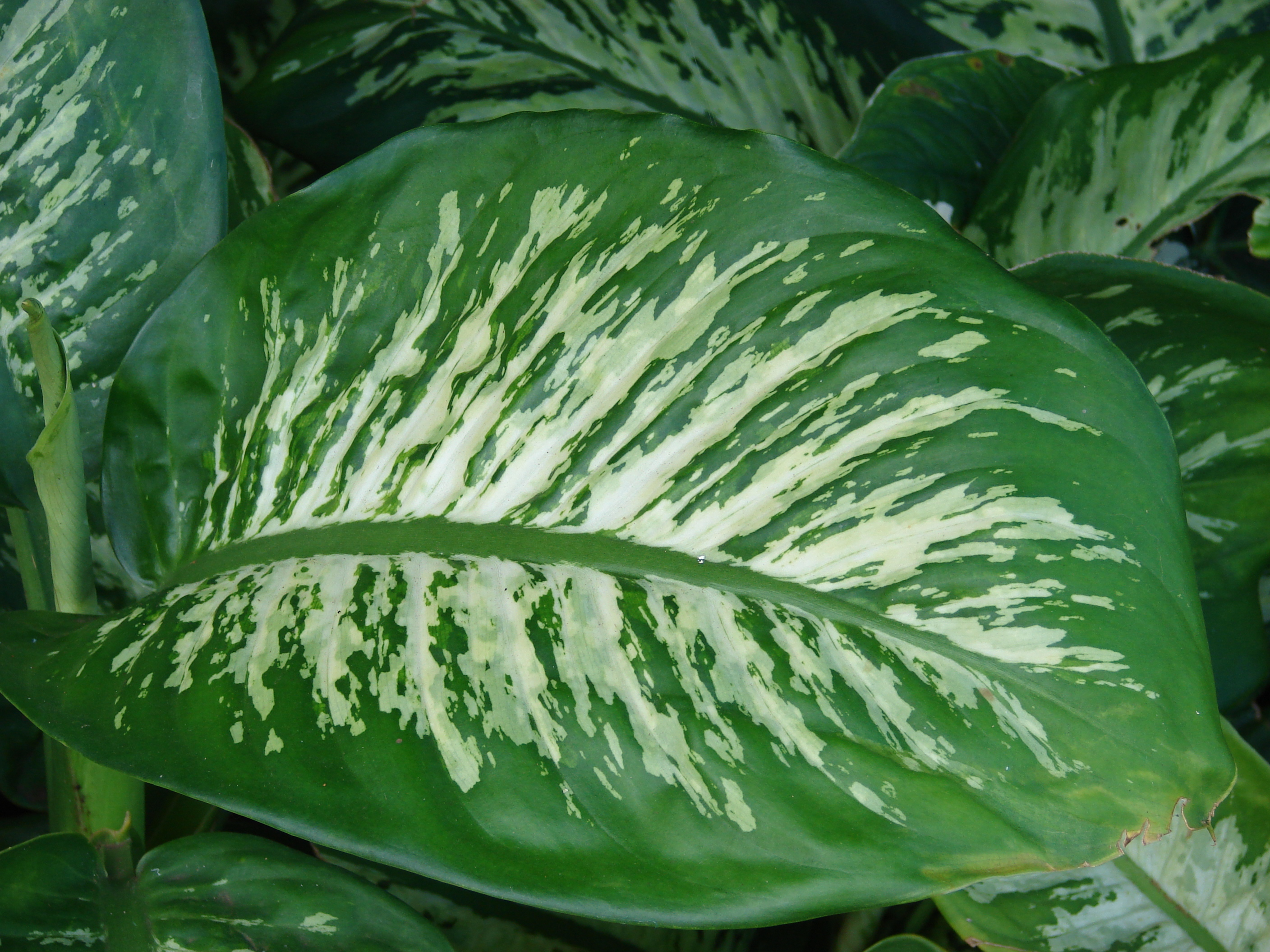
Folhagem de Dieffenbachia seguine.

O género Dieffenbachia foi estabelecido por Heinrich Wilhelm Schott em 1829 tendo como espécie tipo Dieffenbachia seguine (Jacq.) Schott numa publicação inserta no Wiener Zeitschrift für Kunst, Litteratur, Theater und Mode 1829, 3, p. 803. Heinrich Wilhelm Schott, director do Jardim Botânico de Viena de 1845 a 1865, cunhou o nome genérico Dieffenbachia em homenagem a Joseph Dieffenbach (1796–1863), chefe dos jardineiros naquele jardim botânico. Um sinónimo taxonómico de Dieffenbachia Schott é Maguirea A.D.Hawkes.
U

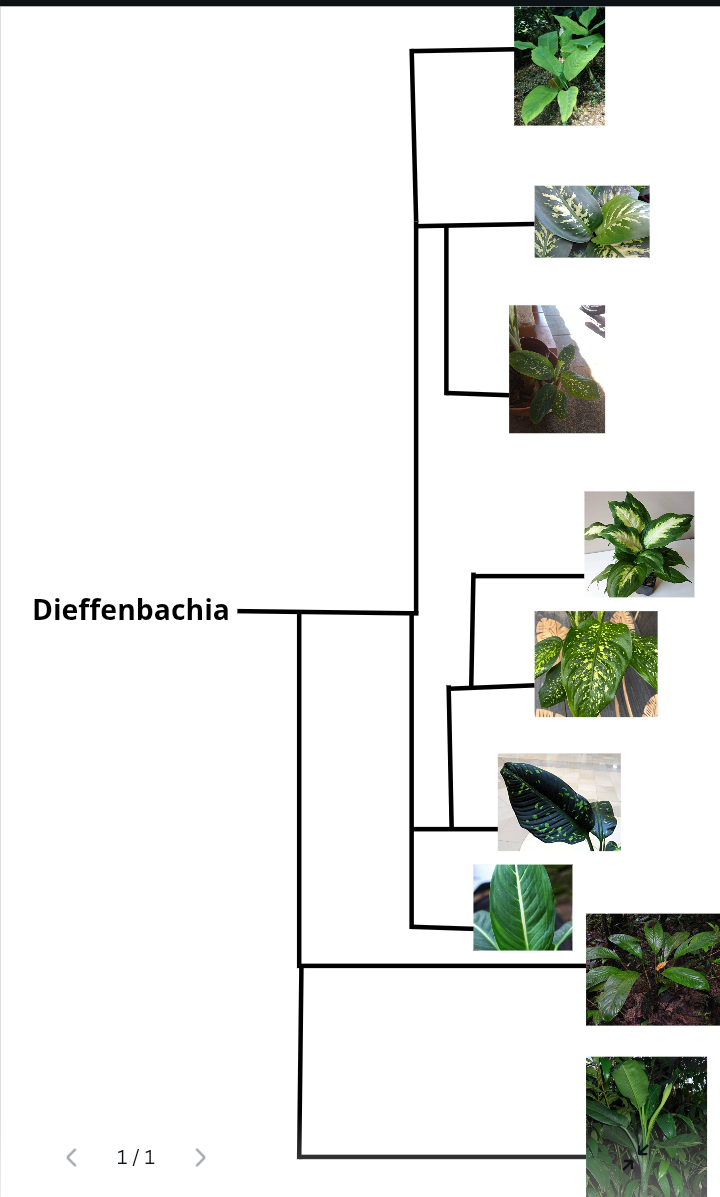
Cladograma de Dieffenbachia por características morfológicas, entre elas Dieffenbachia moralis, Dieffenbachia amoena, Dieffenbachia seguine, Dieffenbachia picta, Dieffenbachia maculata, Dieffenbachia imperialis, Dieffenbachia oerstedii, Dieffenbachia humilis, Dieffenbachia aglaneomatifolia (ordem aleatória não idêntica a da imagem).

O género Dieffenbachia pertence à tribo Dieffenbachieae da subfamília Aroideae da família das Araceae, com 50 até 59 espécies, todas nativas do Neotropis. A maioria ocorre na América do Sul e Central. Os maiores centros de diversidade do género situam-se na Colômbia (37 espécies), Equador (34), Peru (30), Brasil (27), Panamá (20) e Costa Rica (13). Ocorrem 26 espécies na América Central. Apenas algumas espécies podem ser consideradas como de larga distribuição, entre elas Dieffenbachia seguine (Jacq.) Schott, cuja ocorrência se estende das Caraíbas ao Brasil. Na sua mais recente circunscrição taxonómica o género Dieffenbachia agrupa 51 espécies validamente descritas: 
- Dieffenbachia aglaonematifolia Engl.: nativa do Brasil, Argentina e Paraguai.[6]
- Dieffenbachia antioquensis Linden & André: nativa da Colômbia.[6]
- Dieffenbachia aurantiaca Engl.: nativa da Costa Rica e Panamá.[6]
- Dieffenbachia beachiana Croat & Grayum: nativa da Costa Rica e Panamá.[6]
- Dieffenbachia bowmannii Carrière: espécie com grandes folhas, utilizada como planta ornamental de interior.[7] Nativa da Colômbia e Brasil.[6]
- Dieffenbachia brittonii Engl.: nativa da Colômbia.[6]
- Dieffenbachia burgeri Croat & Grayum: descrita em 2004 a partir de espécimes colhidos na Costa Rica.[6]
- Dieffenbachia cannifolia Engl.: nativa do Equador e Peru.[6]
- Dieffenbachia concinna Croat & Grayum: nativa da Costa Rica e Nicarágua.[6]
- Dieffenbachia copensis Croat: descrita em 2004 a partir de espécimes recolhidos no Panamá.[6]
- Dieffenbachia cordata Engl.: nativa do Peru.[6]
- Dieffenbachia costata Klotzsch ex Schott: nativa da Colômbia, Equador e Peru.[6]
- Dieffenbachia crebripistillata Croat: descrita em 2004 a partir de espécimes recolhidos no Panamá.[6]
- Dieffenbachia daguensis Engl.: nativa da Colômbia e Equador.[6]
- Dieffenbachia davidsei Croat & Grayum: descrita em 2004 a partir de espécimes recolhidos na Costa Rica.[6]
- Dieffenbachia duidae (Steyerm.) G.S.Bunting (sin.: Spathicarpa duidae Steyerm.): nativa da Venezuela e Guiana.[6]
- Dieffenbachia elegans A.M.E.Jonker & Jonker: nativa das regiões tropicais da América do Sul.[6]
- Dieffenbachia enderi Engl.: nativa da Colômbia.[6]
- Dieffenbachia fortunensis Croat: descrita em 2004 a partir de espécimes recolhidos no Panamá.[6]
- Dieffenbachia fosteri Croat: descrita em 2004 a partir de espécimes recolhidos no Panamá.[6]
- Dieffenbachia fournieri N.E.Br.: nativa da Colômbia.[6]
- Dieffenbachia galdamesiae Croat: descrita em 2004 a partir de espécimes recolhidos no Panamá.[6]
- Dieffenbachia gracilis Huber: com distribuição na região que vai do norte do Brasil ao Peru.[6]
- Dieffenbachia grayumiana Croat: com distribuição natural na Costa Rica, Panamá e Colômbia.[6]
- Dieffenbachia hammelii Croat & Grayum: nativa da Nicarágua e Costa Rica.[6]
- Dieffenbachia herthae Diels: nativa do Equador.[6]
- Dieffenbachia horichii Croat & Grayum: descrita em 2004 a partir de espécimes recolhidos na Costa Rica.[6]
- Dieffenbachia humilis Poepp.: com distribuição natural na América do Sul.[6]
- Dieffenbachia imperialis Linden & André: nativa do Peru.[6]
- Dieffenbachia isthmia Croat: descrita em 2004 a partir de espécimes recolhidos no Panamá.[6]
- Dieffenbachia killipii Croat: descrita em 2004 a partir de espécimes recolhidos no Panamá.[6]
- Dieffenbachia lancifolia Linden & André: nativa da Colômbia.[6]
- Dieffenbachia leopoldii W.Bull: nativa da Colômbia.[6]
- Dieffenbachia longispatha Engl. & K.Krause: com distribuição natural na região que vai do Panamá à Colômbia.[6]
- Dieffenbachia lutheri Croat: descrita em 2004 a partir de espécimes recolhidos no Panamá.[6]
- Dieffenbachia macrophylla Poepp.: nativa do Peru.[6]
- Dieffenbachia ×memoria-corsii Fenzl
- Dieffenbachia moralis Heitor: Descrita por um exemplar descoberto em cultivo doméstico.[8]
- Dieffenbachia nitidipetiolata Croat & Grayum: descrita em 2004 a partir de espécimes recolhidos no Panamá.[6]
- Dieffenbachia obliqua Poepp.: nativa do Peru.[6]
- Dieffenbachia obscurinervia Croat: descrita em 2004 a partir de espécimes recolhidos no Panamá.[6]
- Dieffenbachia oerstedii Schott: com distribuição natural do sul do México ao Equador.[6]
- Dieffenbachia olbia L.Linden & Rodigas: nativa do Peru.[6]
- Dieffenbachia paludicola N.E.Br. ex Gleason: com distribuição natural na América do Sul, centrada no Brasil.[6]
- Dieffenbachia panamensis Croat: descrita em 2004 a partir de espécimes recolhidos no Panamá.[6]
- Dieffenbachia parlatorei Linden & André: com distribuição natural na região entre a Colômbia e a Venezuela.[6]
- Dieffenbachia parvifolia Engl.: nativa das regiões tropicais da América do Sul.[6]
- Dieffenbachia pittieri Engl. & K.Krause: nativa do Panamá.[6]
- Dieffenbachia seguine (Jacq.) Schott: com distribuição natural desde as Caraíbas às regiões tropicais da América do Sul.[6] A esta espécie pertencem múltiplas variedades e cultivares utilizados como planta ornamental de interior.[7]:
  - Dieffenbachia seguine var. lineata (K.Koch & C.D.Bouché) Engl. (sin.: Dieffenbachia lineata K.Koch & C.D.Bouché)
  - Dieffenbachia seguine var. lingulata (Schott) Engl. (sin.: Dieffenbachia lingulata Schott)
  - Dieffenbachia seguine var. seguine: este binome é utilizado presentemente para designar múltiplas variedades e cultivares utilizados para fins ornamentais, algumas delas comercializadas sob outros nomes botânicos actualmente considerados sinónimos taxonómicos (sin.: Arum seguine Jacq., Caladium maculatum Lodd. et al., Dieffenbachia amoena hort., Dieffenbachia baraquiniana Verschaff. & Lem., Dieffenbachia exotica hort., Dieffenbachia maculata (Lodd. et al.) G.Don, Dieffenbachia picta Schott, Dieffenbachia picta var. baraquiniana (Verschaff. & Lem.) Engl.)
  - Dieffenbachia seguine var. ventenatiana (Schott) Engl. (sin.: Dieffenbachia ventenatiana Schott)
- Dieffenbachia shuttleworthiana Regel: nativa da Colômbia.[6]
- Dieffenbachia standleyi Croat: descrita em 2004 a partir de espécimes recolhidos nas Honduras.[6]
- Dieffenbachia tonduzii Croat & Grayum: com distribuição natural na região que vai da Nicarágua até ao Equador.[6]
- Dieffenbachia weberbaueri Engl.: nativa do Peru.[6]
- Dieffenbachia weirii Berk.: nativa do oeste da Colômbia.[6]
- Dieffenbachia wendlandii Schott: nativa do México e da América Central.[6]
- Dieffenbachia williamsii Croat: descrita em 2005 a partir de espécimes recolhidos na Bolívia.[6]
- Dieffenbachia wurdackii Croat: descrita em 2005 a partir de espécimes recolhidos no Peru.[6]

Dada a sua popularidade como planta ornamental, foram desenvolvidas múltiplas variedades e cultivares, tornando complexa a sua identificação. Os taxa mais conhecidos como ornamentais são os seguintes:
- Espécies:
  - Dieffenbachia bowmanni
  - Dieffenbachia amoena hort. ex L. Gentil
  - Dieffenbachia bausei hort. Chiswick
  - Dieffenbachia hilo hort.
  - Dieffenbachia macrophylla Poepp.
  - Dieffenbachia rebecca hort.
  - Dieffenbachia seguine (Jacq.) Schott (sinonimia taxonómica: Dieffenbachia maculata; Dieffenbachia picta)
- Variedades
  - Dieffenbachia 'Alfredo'
  - Dieffenbachia 'Aurora'
  - Dieffenbachia 'Bali Hai'
  - Dieffenbachia 'Exotica'
  - Dieffenbachia 'Star Light'